# Terra di Branković
La Terra di Branković (in serbo Земља Бранковића?, Zemlja Brankovića) o Terra di Vuk (in serbo Вукова земља?, Vukova zemlja) fu uno degli stati semi-indipendenti di breve durata emersi dal crollo dell'Impero serbo nel 1371, in seguito alla morte di Stefano Uroš V, l'ultimo imperatore (1346-1371). Il fondatore del regno fu Vuk Branković, figlio del sebastocratore Branko Mladenović che governò Ocrida sotto Stefano Dušan IV (1331-1346). Attraverso il matrimonio di Vuk con Mara, la figlia del principe Lazar della Serbia Moravica gli furono date notevoli terre da governare in Kosovo.
Il regno di Branković si trovava nella parte settentrionale dell'odierno Kosovo e nella parti meridionali della Serbia. Vuk governò anche le parti orientali della regione di Raška (compresa l'antica capitale serba Ras) e le terre di Polimlje, nell'attuale Montenegro settentrionale, e per un breve periodo Skoplje. Dopo la morte di Gjergj Balsha I di Zeta nel 1373, Vuk conquistò per breve tempo le città di Prizren e Peć e l'area di Metohija. Le città più importanti del regno di Vuk erano Priština, Prizren, Skopje e Ras, così come i ricchi insediamenti minerari di Novo Brdo, Trepča, Janjevo, Gluhavica e altri. Negli anni perse Prizren e Pristina a favore delle famiglie albanesi Kastriota e Dukagjini. La signoria semi-indipendente cessò di esistere in quanto tale con l'istituzione del Despotato serbo da parte di Stefan Lazarević. Tuttavia, i Branković assunsero una quantità  di potere molto significativa nello stato, controllando la gran parte dei siti di estrazione mineraria estremamente ricchi della Serbia. Đurađ Branković ereditò il titolo di despota serbo poiché Stefan morì senza figli.